# Adam Levin Knuth

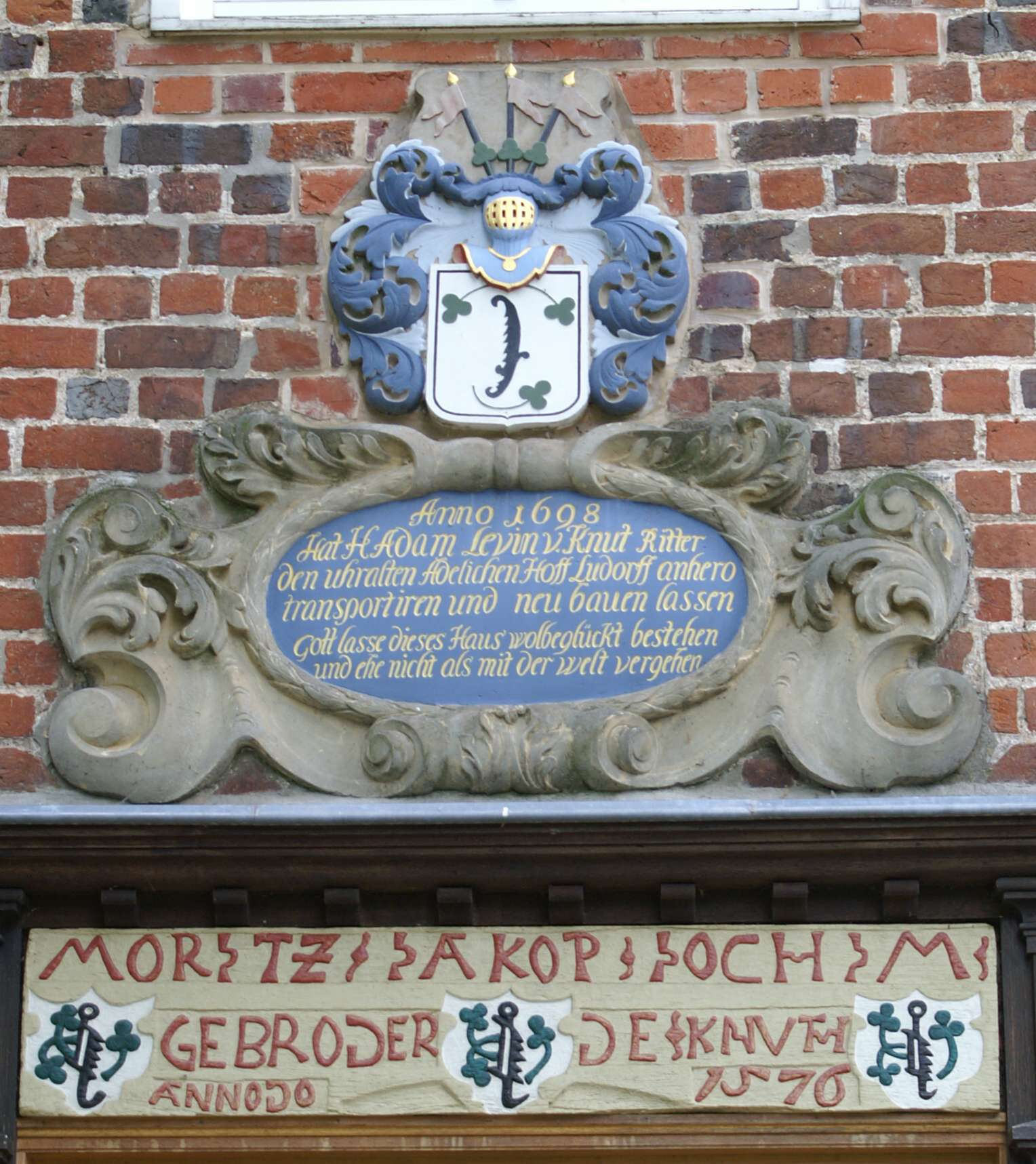

Adam Levin Knuth, född den 1 mars 1648, död den 13 januari 1699, var en tyskfödd ämbetsman i dansk tjänst, farbror till Adam Christopher Knuth. 
Knuth kom 1664 till Danmark från Mecklenburg som page hos prins Kristian, vann dennes ynnest och var till sin död hans daglige umgängesvän. Han blev efter hand överstekammarjunkare (1680), geheimeråd (1695) och amtman i Köpenhamns amt samt samlade stor förmögenhet.